# Kazimierz Bobik
Kazimierz Bobik (ur. 28 listopada 1928 w Monasterzyskach, zm. 21 września 2018) – polski hodowca koni i działacz jeździecki.

## Życiorys
Pochodził z dawnych Kresów Wschodnich. Był absolwentem Akademii Rolniczej we Wrocławiu, a także prezesem studenckiego Koła Hodowców Koni. Jako hodowca pracował w Stadninie Koni w Chwalimierzu i odbył staż hodowlany w USA. W latach 1967–1998 był dyrektorem Stadniny Koni w Nowielicach przyczyniając do rozwoju nie tylko samej stadniny, ale także sportu jeździeckiego na Pomorzu Zachodnim. Kazimierz Bobik sprowadził do Nowielic między innymi ogiera Poloneza, którego potomkowie byli potem medalistami licznych imprez międzynarodowych, w tym: Szampan (srebrny medal zespołowo na igrzyskach olimpijskich w Moskwie, w 1980), Koper (II miejsce na mistrzostwach Europy młodych jeźdźców WKKW w 1983), Cyna (IV miejsce na mistrzostwach świata w WKKW w 1994). W barwach Dragona Nowielice wychował wielu Mistrzów Polski i olimpijczyków.
Był działaczem i członkiem Zarządu Polskiego Związku Jeździeckiego. Za zasługi został wyróżniony najwyższymi odznaczeniami PZJ.

## Życie prywatne
30 kwietnia 1954 w Środzie Śląskiej zawarł związek małżeński z Zofią Słapą. 8 czerwca 2012 z okazji 58. rocznicy pożycia małżeńskiego otrzymał wraz z Zofią z rąk prezydenta RP Bronisława Komorowskiego – Medal za Długoletnie Pożycie Małżeńskie. Ich synem był jeździec Janusz Bobik – srebrny medalista olimpijski z Moskwy.